# Kapel van de Horst

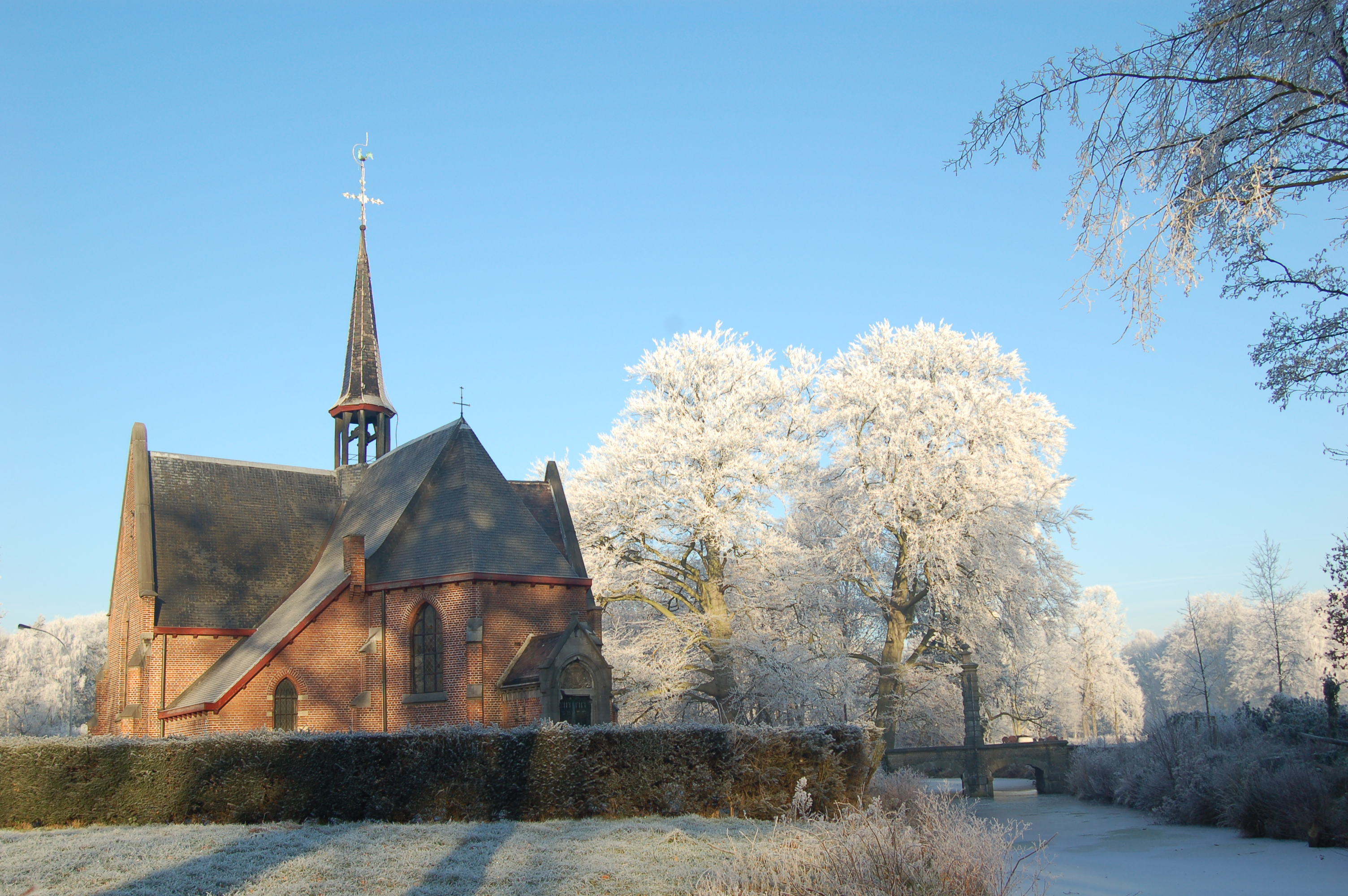
Kapel van de Horst

De Kapel van de Horst is een kapel aan de Horstebaan in de Antwerpse plaats Schoten. De kapel is eigendom van de familie de Pret Roose de Calesberg, die in de kapel over een grafkelder beschikt.
Het is een georiënteerde bakstenen kruiskapel. Op de viering is een dakruiter aangebracht. Een 19e-eeuws poortje aan koorzijde toont het familiewapen met de spreuk Pret à bien faire ("klaar om goed te doen"), verwijzend naar de familie de Pret.

## Geschiedenis
In 1436-1438 werd hier een bedevaartkapel gebouwd. Deze werd in 1477 ingewijd. Einde 16e eeuw werd de kapel verwoest, maar in 1610-1613 herbouwd. In 1835 werd de kapel ingrijpend gerestaureerd en kreeg een neogotisch aanzicht. In 2015 werd de kapel nogmaals gerestaureerd.